# Carl Conrad Theodor Litzmann

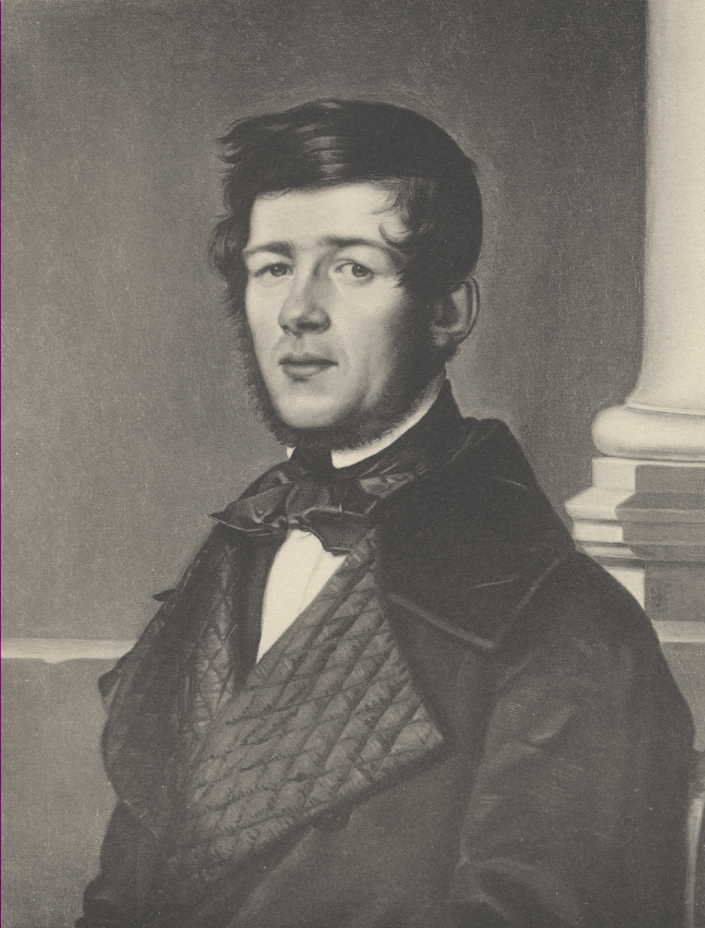
Karl Konrad Theodor Litzmann im Jahre 1848

Carl Conrad Theodor Litzmann, auch Karl Konrad ... (* 7. Oktober 1815 in Gadebusch; † 24. Februar 1890 in Berlin) war Arzt und Professor für Gynäkologie und Geburtshilfe in Kiel sowie Herausgeber.

## Herkunft
Carl Litzmann war der Sohn des Gadebuschers Kreisphysikus Heinrich Carl Friedrich Litzmann (* 1781 in Plau; † 1864 in Gadebusch). und dessen Ehefrau Charlotte Grote (1792–1874). Der Landschaftsmaler Heinrich Litzmann (1824–1910) war Sein Bruder.

## Werdegang
Er besuchte das Katharineum zu Lübeck bis zum Abitur Michaelis 1834 und trat sein Medizinstudium in Berlin mehr auf Wunsch des Vaters, denn aus eigenem Interesse an. Peter Krukenberg, einer der bedeutendsten Kliniker seiner Zeit, vermochte es, den Studenten Litzmann endgültig für den Beruf des Arztes zu gewinnen und die eigenen ernsthaften dichterischen Zukunftspläne zurückzustellen. Ein geburtshilfliches Privatissimum bei dem Gynäkologen Joseph d’Outrepont wurde für seine Karriere richtungsweisend.
Bereits 1840 habilitierte er sich mit einer in Latein verfassten Schrift De arteritide. Weit hinaus über sein Fachgebiet interessiert hielt er in den folgenden Jahren in Halle Vorlesungen über Physiologie und Pathologie des Nervensystems, gerichtliche Medizin, Physiologie des Weibes, Theorie der Geburtshilfe und der geburtshilflichen Auskultation und Zeichenlehre. Außerdem lehrte er medizinische Anthropologie für Nichtmediziner mit Falldemonstrationen.
1844 folgte er nach seiner Hochzeit einer Berufung nach Greifswald als Extraordinarius für theoretische Medizin, zwei Jahre später wurde er Dekan. Aus dieser Zeit sind speziell die Arbeiten über die „Physiologie der Schwangerschaft und des weiblichen Organismus überhaupt“ hervorzuheben. Er belegt darin und u. a. die Periodizität der Menstruation und die reflektorische Natur und Abhängigkeit der Gebärmutterblutung vom Wachstum der Follikel im Eierstock. Trotz umfangreicher wissenschaftlicher Studien befriedigte ihn die Arbeit im Rahmen seines Ordinariates nur wenig. So nahm er den durch seinen Freund Wilhelm Johann Julius Planck, den Vater Max Plancks, vermittelten Ruf nach Kiel 1849 an. Im folgenden Jahr kam seine Tochter Anna zur Welt, die später als Schriftstellerin Anna Behrens aktiv wurde. Sein Sohn Berthold Litzmann wurde 1857 in Kiel geboren; er wurde als Literaturhistoriker und Germanist bekannt.

## Wirken an der Kieler Gebäranstalt
Nach der Teilnahme an der Unabhängigkeitsbewegung stand die Kieler Universität bei den dänischen Behörden in schlechtem Ansehen. Für die Gebäranstalt mit ihren damals unhaltbaren hygienischen Verhältnissen fehlte nahezu jede Form der finanziellen Unterstützung. Nach den Puerperalfieberkatastrophen war die Existenz der Anstalt ernsthaft bedroht. Trotz dieser schwierigen Ausgangssituation erreichte Litzmann nach fünfjährigem Ringen um Pläne, Kostenvoranschläge und Geldmittel den Neubau der Kieler Gebäranstalt. Sein Nachfolger Richard Werth schrieb später: „Wer diesen Schriftwechsel nicht gelesen hat … hat keine Vorstellung von dem Feuer und der Unerschrockenheit, mit welcher dieser, dem äußeren Anschein nach so ruhige, friedliebende, jeder heftigen Erregung abholde Mann für eine ihm am Herzen liegende Sache eintreten kann.“
Litzmann war von der Michaelisschen Beckenforschung fasziniert und sah darin ein verpflichtendes Vermächtnis. Er publizierte weiterhin Arbeiten wie „Die Formen des Beckens … nach eigenen Beobachtungen und Untersuchungen nebst einem Anhang zur Osteomalacie“. Der hintere Asynklitismus ist bis heute in der Geburtshilfe unter dem Terminus „Litzmannsche Obliquität“ geläufig. Dem Andenken an Gustav Adolf Michaelis (1798–1848) widmet Litzmann 1884 seine zusammenfassende Monographie „Die Geburt bei engem Becken nach eigenen Beobachtungen und Untersuchungen“. In einem ganz entscheidenden Punkt folgte er Michaelis vorerst nicht: in der Annahme und Anwendung der Semmelweisschen Lehre über das Kindbettfieber. Erst 1874 erkannte Litzmann schließlich nach wiederholten Epidemien mit Todesfällen die Kausalität. Einer seiner Praktikanten, der gerade eine Sektion vorgenommen hatte, untersuchte anschließend eine Wöchnerin. Prompt erkrankte diese und verstarb. Psychisch anders strukturiert als Michaelis zerbrach Litzmann nicht an Schuldgefühlen, sondern lenkte seine schöpferische Kraft auf die operative Gynäkologie. Seit der Einführung der Äther- und Chloroformnarkose 1847 taten sich hier völlig neue Möglichkeiten auf.

## Kulturelle und literarische Interessen
Im Litzmannschen Haus fand ein reger intellektueller Austausch statt. Eine Bereicherung für den dort sich treffenden Kreis war die Patientin des Chirurgen Friedrich von Esmarch, Clara Schumann, die wegen eines Armleidens zuweilen nach Kiel kam und ihre hier beheimateten Freunde mit Hauskonzerten bei Litzmanns erfreute.
1885 zog sich Litzmann nach Berlin zurück, um sich fortan verstärkt seinen literarischen Neigungen zu widmen. Er war ein Freund Emanuel Geibels und Verehrer Friedrich Hölderlins. Er schuf die erste Edition der Briefe Hölderlins, grundlegend sowohl was die Zahl der Briefe angeht, die seither nur wenig vermehrt werden konnte, als auch was die Datierung angeht. Die Publikation brachte ihm einen Ehrendoktortitel ein.

## Familie
Litzmann heiratete in 1844 in Halle an der Saale Marie Delbrück (1824–1908), eine Tochter des Dr. jur. Gottlieb Delbrück (1777–1842). Das Paar hatte zwei Söhne und vier Töchter, darunter:
- Berthold  (* 18. April 1857; † 14. Oktober 1926)

⚭ 1886 (Scheidung 1902) Else Rühle
⚭ 1907 Grete Herzberg (* 1875), Schriftstellerin
- Elisabeth Marie (* 4. November 1855; † 28. Oktober 1880) ⚭ Dr. med Gustav Adolf Oskar Georg Karl von Seidlitz (* 17. Juli 1849; † 7. August 1890), Sohn von Karl Johann von Seidlitz

## Werke
- Die Formen des Beckens, insbesondere des engen weiblichen Beckens, nach eigenen Beobachtungen und Untersuchungen, nebst einem Anhange über die Osteomalacie. Reimer, Berlin 1861 (Digitalisat bei Google Books)

als Herausgeber
- Emanuel Geibel. Aus Erinnerungen, Briefen und Tagebüchern. Wilhelm Hertz, Berlin 1887 (Digitalisat im Internet Archive)
- Friedrich Hölderlins Leben. In Briefen von und an Hölderlin. Wilhelm Hertz, Berlin 1890 (Digitalisat im Internet Archive)